# フォーブス500
フォーブス500（Forbes 500）は、フォーブス誌が年1回作成するアメリカ合衆国の企業上位500社のリストの1つだった。ランキングは5つの要因（売上高、利益、資産、市場価値、従業員）に基づいて算出されていた。最後のリストは2002年のデータで2003年3月に発行され、その後はフォーブス・グローバル2000に引き継がれた。フォーブス・グローバル2000は非米国企業も含むが、旧フォーブス500と同様の基準で算出されている（ただし従業員は考慮されていない）。

## リスト作成のための分析
フォーブス500は「アメリカで最も大きな企業は何?」という疑問に対する答えとして作成されたが、問題はその「大きさ」をどのように定義するか、ということだった。
1つの方法は、従業員数、預金残高、事務所ビルの数、設備の数、等を単純に加算することだった。それらを総称して「資産」(asset)と呼んだが、多くの企業の設備や事務所ビルはレンタルや賃貸であったため、この方法はミスリーディングであった。さらに重要なことに、銀行預金がその銀行の「資産」とみなされた結果、銀行がランキング上位になってしまった。
別の方法は、その企業がどのくらいの利益（profit）をあげているか、ということだった。しかしこの方法では、従業員がたった900人で基本的に実体がない連邦住宅抵当公庫（ファニー・メイ）のような企業が、従業員10万人で数多くの工場やその他の固定資産を持つゼネラルモーターズの100倍大きな企業としてランキングされてしまった。
別の方法は、その企業がどのくらいの収益（revenue）をあげているか、ということだった。これはフォーチュン500が企業をランキングしている方法であるが、この方法は薄利多売のウォルマートなどの流通業に非常に偏ってしまう。
さらに別の方法は、その企業の時価総額（market capitalization、その企業全体を買える値段）を見ることである。しかし時価総額は明確なルールで決まる訳ではなく、その会社の価値および将来性を人々がどのように考えるかによって決まる。このため、シスコ・システムズは90年代後半にこの方法で最大の企業になったが、ITバブル（ドット・コム・バブル）が崩壊すると、シスコの価値は劇的に変化した。
これらの問題点のため、フォーブス誌はそれらの要因をバランスよく組み合わせて企業をランキングした。